# Jefferson megye (Texas)
Jefferson megye az Amerikai Egyesült Államokban, azon belül Texas államban található. Megyeszékhelye és legnagyobb városa Beaumont. Lakosainak száma 256 526 fő (2020. április 1.). Jefferson megye Hardin, Orange, Liberty, Chambers és Cameron megyékkel határos.

## Népesség
A megye népességének változása:
| Lakosok száma | 252 490 | 253 298 | 251 306 | 252 358 | 254 308 | 256 526 |
|               | 2010    | 2011    | 2012    | 2013    | 2015    | 2020    |